# Zagorzyn (Łącko)
Zagorzyn ist eine Ortschaft mit einem Schulzenamt der Gemeinde Łącko im Powiat Nowosądecki der Woiwodschaft Kleinpolen, Polen.

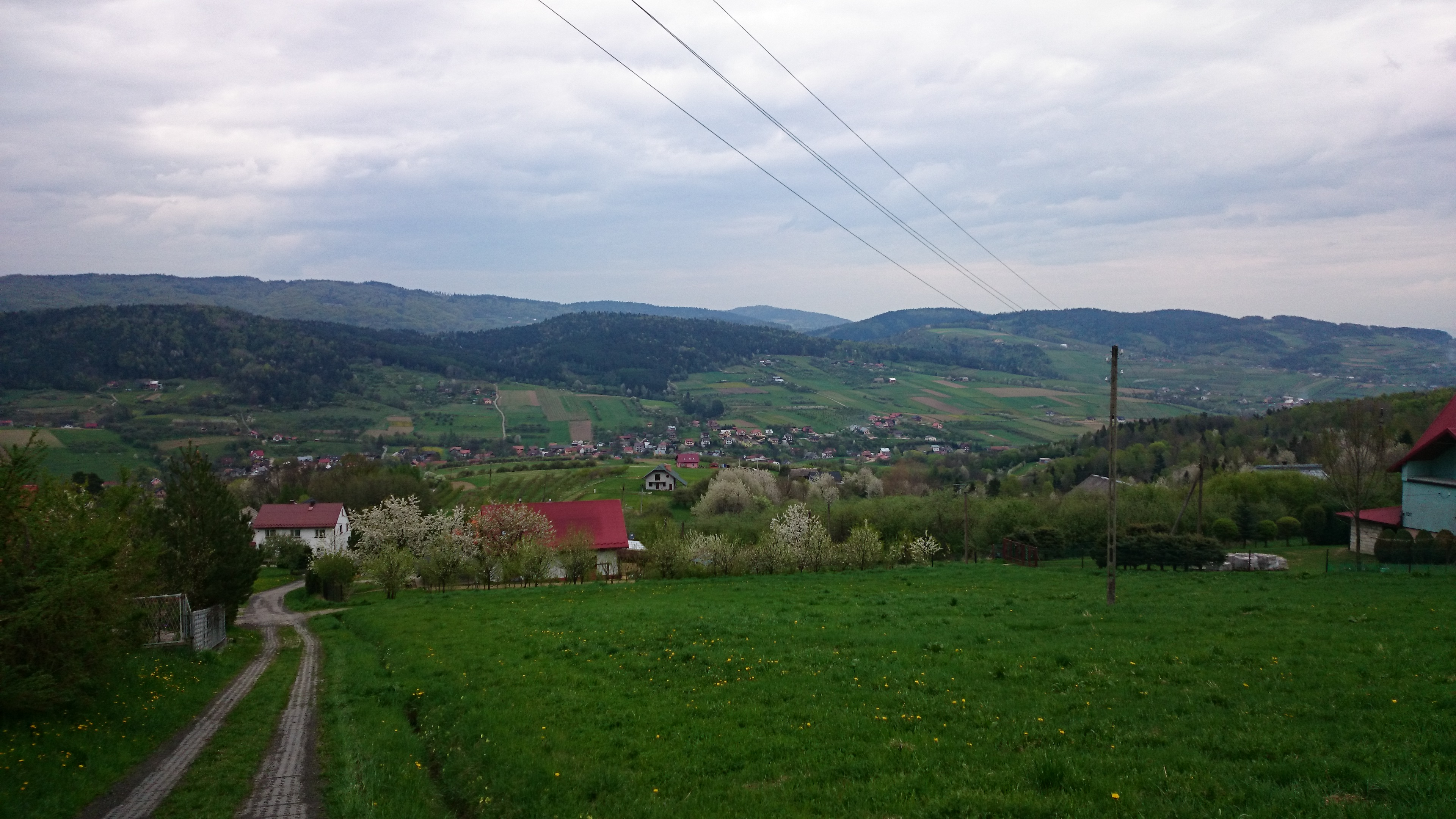
Blick auf Zagorzyn

## Geographie
Der Ort liegt am Bach Czarna Woda in den südlichen Inselbeskiden. Die Nachbarorte sind Wola Kosnowa und Kicznia im Norden, Łącko im Osten, Czerniec im Süden sowie Wola Piskulina im Westen.

## Geschichte
Ab dem Mittelalter gehörte das Dorf zu den Gütern Łącko der Klarissen in Stary Sącz (Alt Sandez).
Nach der Ersten Teilung Polens kam Zagorzyn zum neuen Königreich Galizien und Lodomerien des habsburgischen Kaiserreichs (ab 1804).
Im Jahre 1788 wurden im Zuge der Josephinischen Kolonisation deutsche römisch-katholische Kolonisten angesiedelt. Die Kolonisten hatten Beziehungen mit den benachbarten Kolonien in Barcice, Łącko oder Gaboń. Bis Ende des 19. Jahrhunderts wurden die Nachgeborenen der Kolonisten polonisiert (z. B. Stanley (Stanisław) Kronenberg, ein Kernphysiker, der 1945 nach Österreich und später nach Nordamerika auswanderte). Im Jahre 1900 hatte das Dorf 675 Einwohner, davon waren alle römisch-katholisch, 669 waren polnischsprachig und 6 deutschsprachig.
1918, nach dem Ende des Ersten Weltkriegs und dem Zusammenbruch der k.u.k. Monarchie, kam Zagorzyn zu Polen. Unterbrochen wurde dies durch die Besetzung Polens durch die Wehrmacht im Zweiten Weltkrieg, während der es zum Generalgouvernement gehörte.
Von 1975 bis 1998 gehörte Zagorzyn zur Woiwodschaft Nowy Sącz.

## Persönlichkeiten

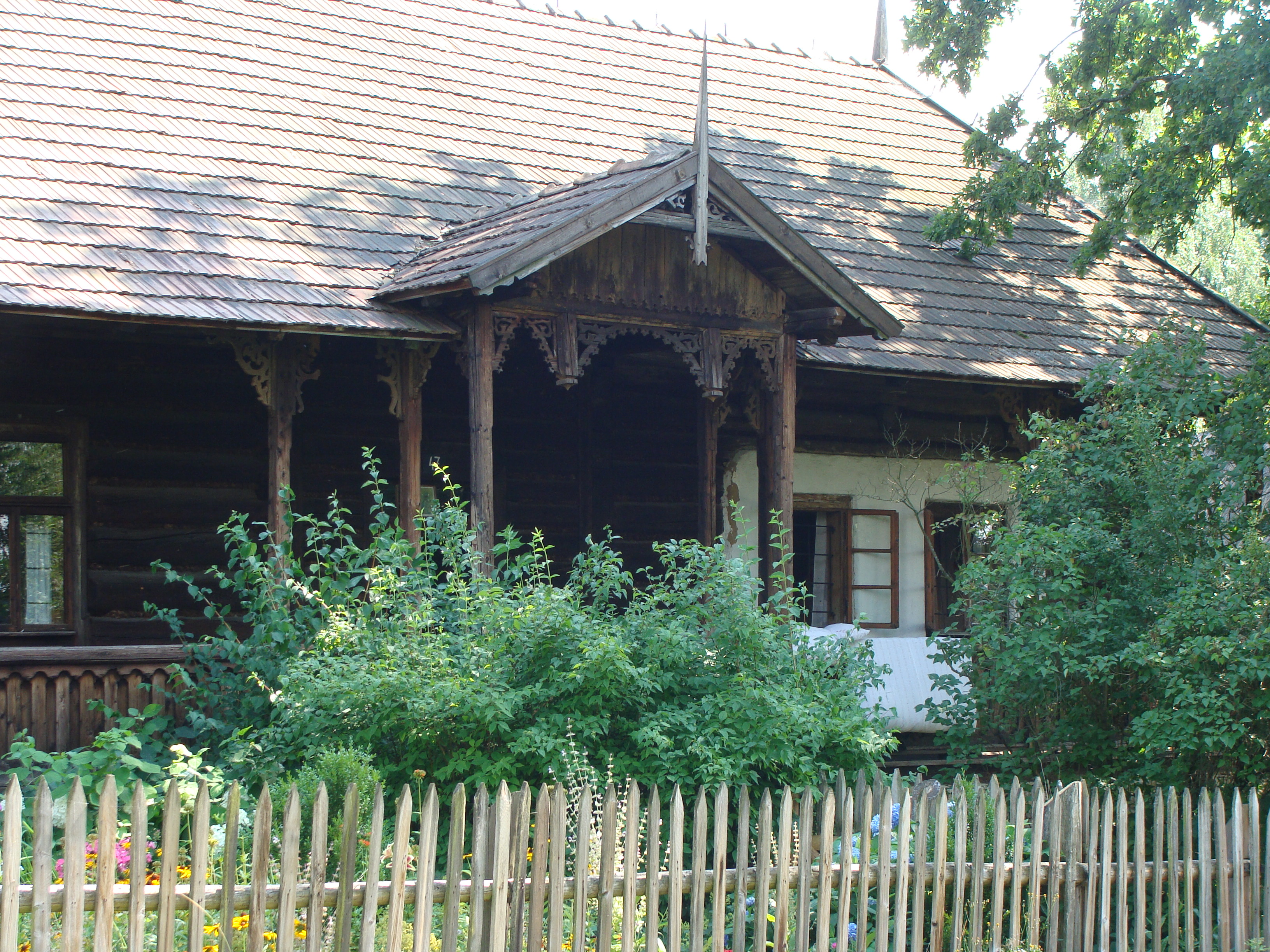
Haus von Wincenty Myjak in Zagorzyn

- Wincenty Myjak (1876–1927), Abgeordneter des galizischen Landtags sowie im Österreichischen Abgeordnetenhauses;